# الکترونیک گیمینگ مانثلی
الکترونیک گیمینگ مانثلی (به انگلیسی: Electronic Gaming Monthly) (به طور مخفف EGM) یک مجله اطلاع رسانی بازی رایانه‌ای بود که تحت نظر وان‌آپ قرار داشت و هر سال ۱۲ شماره به علاوه ۱ شماره مخصوص کریسمس منتشر می‌کرد.
این مجله آخرین شماره خود را در ژانویه ۲۰۰۹ منتشر کرد و بعد از آن بسته شد. و شماره فوریه آن منتشر نشد و به طور رایگان در اینترنت قرار گرفت

## بازی سال
این مجله هر سال یک بازی را به عنوان بازی برتر سال انتخاب می‌کند:
- ۱۹۸۸ - دبل دراگون (ان‌ای‌اس)
- ۱۹۸۹ - Ghouls n Ghosts (سگا مگا درایو)
- ۱۹۹۰ - Strider (سگا مگا درایو)
- ۱۹۹۱ - سونیک خارپشت (سگا مگا درایو)
- ۱۹۹۲ - مبارزان خیابانی ۲ (سوپر نینتندو)
- ۱۹۹۳ - Samurai Shodown (Neo Geo)
- ۱۹۹۴ - Donkey Kong Country (سوپر نینتندو)
- ۱۹۹۵ - فلز در هم تنیده (پلی‌استیشن)
- ۱۹۹۶ - سوپر ماریو ۶۴ (نینتندو ۶۴)
- ۱۹۹۷ - GoldenEye 007 (نینتندو ۶۴)
- ۱۹۹۸ - افسانه زلدا: اوکارینای زمان (نینتندو ۶۴)
- ۱۹۹۹ - سول کالیبر (دریم‌کست)
- ۲۰۰۰ - Tony Hawk's Pro Skater 2 (پلی‌استیشن، دریم‌کست)
- ۲۰۰۱ - هیلو: نبرد تکامل (ایکس‌باکس)
- ۲۰۰۲ - مترویید پرایم (گیم‌کیوب)
- ۲۰۰۳ - شاهزاده ایرانی: شن‌های زمان (پلی‌استیشن ۲، ایکس‌باکس، گیم‌کیوب)
- ۲۰۰۴ - هیلو ۲ (ایکس‌باکس)
- ۲۰۰۵ - رزیدنت اویل ۴ (گیم‌کیوب، پی‌اس۲)
- ۲۰۰۶ - افسانه زلدا: پرنسس شفق (وی، گیم‌کیوب)
- ۲۰۰۷ - بایوشاک (ایکس‌باکس ۳۶۰، PC)
- ۲۰۰۸ - اتومبیل‌دزدی بزرگ ۴ (ایکس‌باکس ۳۶۰، پلی‌استیشن ۳)
- ۲۰۰۹ - آنچارتد ۲: درمیان دزدان (پلی‌استیشن ۳)
- ۲۰۱۰ - سرخ‌پوست مرده: رستگاری (ایکس‌باکس ۳۶۰، پلی‌استیشن ۳)
- ۲۰۱۱ - الدر اسکورولز ۵: اسکایرم (ایکس‌باکس ۳۶۰، پلی‌استیشن ۳)
- ۲۰۱۲ - فار کرای ۳ (ویندوز، اکس‌باکس ۳۶۰، پلی‌استیشن ۳)
- ۲۰۱۳ - بایوشاک: بیکران (ویندوز، اکس‌باکس ۳۶۰، پلی‌استیشن ۳)